# Nico Knystock
Nico Knystock (Osnabrück, 19 oktober 1995) is een Duits voetballer die als rechtsback speelt. Hij speelt momenteel bij Borussia Dortmund II, dat uitkomt in de 3. Liga, het derde niveau in Duitsland.

## Clubcarrière
Knystock verruilde in 2009 VfL Osnabrück voor Borussia Dortmund. Hij werd voor aanvang van het seizoen 2014/15 door Borussia Dortmund bij het tweede elftal gehaald. Op 23 augustus 2014 debuteerde hij voor Borussia Dortmund II in de 3. Liga tegen SG Sonnenhof Großaspach. Hij mocht in de basiself starten en werd na 87 minuten gewisseld voor mede-debutant Mohamed El-Bouazzati. De wedstrijd eindigde in een doelloos gelijkspel.